# Sara Singh
Sara Singh, née le 19 mars 1985 à Brampton, est une femme politique canadienne.
Elle est élue à l'Assemblée législative de l'Ontario lors des élections générales ontariennes de 2018. Elle est la députée qui représente la circonscription électorale de Brampton-Centre du caucus du Nouveau Parti démocratique de l'Ontario.
Elle est défaite lors de l'élection de 2022.